# Links
Links — текстовий браузер, створений Пітером Ґерве (Peter Gervai).
На відміну від Lynx має підтримку фреймів, вкладок, таблиць та javascript. На цей час існують два основні напрямки розробки на базі коду links:
- ELinks для підвищення функціональності має вбудовану мову програмування Lua.
- Links2 підтримує також графіку. Гілка Links Hacked містить у собі багато поліпшення з Elinks.

Обидва поширюються за ліцензією GNU GPL.